# アルフィーオ・コンティーニ
アルフィーオ・コンティーニ（Alfio Contini, 1927年9月19日 - 2020年3月23日）は、イタリアの撮影監督である。日本ではアルフィオ・コンティーニ、アルフィオ・コンチーニ等と表記されることもある。

## 来歴・人物
1927年（昭和2年）9月19日、トスカーナ州リヴォルノ県ロジニャーノ・マリッティモ市カスティリオンチェッロに生まれる。
撮影監督マリオ・モントゥオーリに師事し、1952年（昭和27年）、アルベルト・ラットゥアーダが監督した映画『外套』で、モントゥオーリの助手としてクレジットされたのがもっとも古い記録である。1955年（昭和30年）にはモントゥオーリのもとで撮影技師（カメラオペレーター）に昇進、1960年（昭和35年）には、セルジオ・グリエーコが監督した映画『タタールの女王』で撮影監督に昇進し、以降、撮影監督としての仕事を務める。
1960年代前半には、イタリア式コメディの代表的な作品であるディーノ・リージ監督の『追い越し野郎』や『怪物たち』、あるいはルチオ・フルチ作品を多く手がけ、同後半から1970年代には、パスクァーレ・フェスタ・カンパニーレ監督の『女性上位時代』や、ミケランジェロ・アントニオーニ監督の『砂丘』、カステラーノ＝ピポロの監督作を手がけた。
1981年（昭和56年）には、量産に拍車をかけたパスクァーレ・フェスタ・カンパニーレの監督作品『完璧な人などいない』から『トリエステから来た女』や『巧みな手』まで、2年間に6作を連続的に手がける。
1996年（平成8年）、ミケランジェロ・アントニオーニ監督の『愛のめぐりあい』の撮影が評価され、ダヴィド・ディ・ドナテッロ賞最優秀撮影賞を受賞する。2002年（平成14年）には、リリアーナ・カヴァーニ監督の『リプリーズ・ゲーム』を務めている。

## フィルモグラフィ

### 1950年代
- 『外套』 Il cappotto : 監督アルベルト・ラットゥアーダ、撮影監督マリオ・モントゥオーリ、1952年 - 撮影助手
- 『美しき愛の土地トリポリ』 Tripoli, bel suol d'amore : 監督フェッルッチオ・チェリオ、撮影監督マリオ・モントゥオーリ、1954年 - 撮影助手
- 『現代的処女』 Vergine moderna : 監督マルチェッロ・パリエーロ、撮影監督マリオ・モントゥオーリ、1954年 - 撮影助手
- La moglie è uguale per tutti : 監督ジョルジオ・シモネッリ、撮影監督マリオ・モントゥオーリ、1955年 - 撮影技師
- 『ローマ物語』 Racconti romani : 監督ジャンニ・フランチョリーニ、撮影監督マリオ・モントゥオーリ、1955年 - 撮影技師
- 『重婚者』 Il bigamo : 監督ルチアーノ・エンメル、撮影監督マリオ・モントゥオーリ、1956年 - 撮影技師
- 『製鉄所長』 Il padrone delle ferriere : 監督アントン・ジュリオ・マヤーノ、撮影監督マリオ・モントゥオーリ、1959年 - 撮影技師（スペイン語版ではノンクレジット）
- 『チャオ・チャオ・バンビーナ』 Ciao, ciao, bambina : 監督セルジオ・グリエーコ、撮影監督マリオ・モントゥオーリ、1959年 - 撮影技師
- 『ナポリ王フェルディナンド1世』 Ferdinando I. re di Napoli : 監督ジャンニ・フランチョリーニ、撮影監督マリオ・モントゥオーリ、1959年 - 撮影技師

### 1960年代
- 『豪勇ゴライアス』 La vendetta di Ercole : 監督ヴィットリオ・コッタファーヴィ、撮影監督マリオ・モントゥオーリ、1960年 - 撮影技師
- 『タタールの女王』 La regina dei tartari : 監督セルジオ・グリエーコ、1960年 - 撮影監督
- 『コール22-22 シェリダン中尉』 Chiamate 22-22 tenente Sheridan : 監督ジョルジオ・ビアンキ、1960年 - 撮影監督
- 『アキコ』 Akiko : 監督ルイジ・フィリッポ・ダミーコ、主演若林映子、1961年 - 撮影監督
- 『手を上げろ』 Mani in alto, 英語題 Interpol Strip Tease : 監督ジョルジオ・ビアンキ、1961年 - 撮影監督
- Il segugio, 仏語題 Accroche-toi, y'a du vent! : 監督ベルナール・ロラン、1961年 - 撮影監督
- Colpo gobbo all'italiana : 監督ルチオ・フルチ、1962年 - 撮影監督
- 『タイタンの逆襲』 Arrivano i titani : 監督ドゥッチオ・テッサリ、1962年 - 撮影監督
- I due della legione straniera : 監督ルチオ・フルチ、1962年 - 撮影監督
- 『ソドムとゴモラ』 Sodoma e Gomorra, 英語題 Sodom and Gomorrah : 監督ロバート・アルドリッチ、1962年 - 撮影監督（ノンクレジット）
- 『追い越し野郎』 Il sorpasso : 監督ディーノ・リージ、1962年 - 撮影監督
- 『ローマでの行進』 La marcia su Roma : 監督ディーノ・リージ、1962年 - 撮影監督
- 『砕けた心』 I cuori infranti : 監督ヴィットリオ・カプリオーリ / ジャンニ・プッチーニ、1963年 - 撮影監督（E vissero felici 篇）
- 『詐欺師たち』 Gli imbroglioni : 監督ルチオ・フルチ、1963年 - 撮影監督
- 『テロリスト』 Il terrorista : 監督ジャンフランコ・デ・ボジーオ、1963年 - 撮影監督
- 『怪物たち』 I mostri : 監督ディーノ・リージ、1963年 - 撮影監督
- 『木曜日』 Il giovedì : 監督ディーノ・リージ、1964年 - 撮影監督
- 『マニアたち』 I maniaci : 監督ルチオ・フルチ、1964年 - 撮影監督
- 『火星人は十二の手を持つ』 I marziani hanno dodici mani : 監督カステラーノ＝ピポロ、1964年 - 撮影監督
- 『FBIバールベック作戦』 F.B.I. operazione Baalbeck : 監督マルチェッロ・ジャンニーニ、1964年 - 撮影監督
- 『容易い愛』 Amore facile : 監督ジャンニ・プッチーニ、1964年 - 撮影監督
- L'idea fissa : 監督ミーノ・グェッリーニ / ジャンニ・プッチーニ、1964年 - 撮影監督
- 『二人の公的危険人物』 I due pericoli pubblici : 監督ルチオ・フルチ、1964年 - 撮影監督
- 『ガウチョ』 Il gaucho : 監督ディーノ・リージ、1965年 - 撮影監督
- 『スラローム』 Slalom : 監督ルチアーノ・サルチェ、1965年 - 撮影監督
- 『革命児カランチョ危機連発』 L'uomo che viene da Canyon City : 監督アルフォンソ・バルカザール、1965年 - 撮影監督（イタリア語版ではノンクレジット）
- 『金銭』 I soldi : 監督ジャンニ・プッチーニ / ジョルジオ・カヴェドン、1965年 - 撮影監督
- 『七人の黄金の僧侶』 Sette monaci d'oro : 監督モラルド・ロッシ、1966年 - 撮影監督
- 『ヤンキー』 L'americano, 伊語別題 Yankee l'americano, 英語題 Yankee : 監督ティント・ブラス、1966年 - 撮影監督
- 『一本のバラはみんなのもの』 Una rosa per tutti : 監督フランコ・ロッシ、1967年 - 撮影監督
- 『愛のために…魔法のために…』 Per amore... per magia... : 監督ドゥッチオ・テッサリ、1967年 - 撮影監督
- 『早く私を殺して…寒いの!』 Fai in fretta ad uccidermi... ho freddo! : 監督フランチェスコ・マゼッリ、1967年 - 撮影監督
- 『神は許せど俺は許さず』 Dio perdona... Io no! : 監督ジュゼッペ・コリッツィ、1967年 - 撮影監督
- 『奇想天外・泥棒大作戦』 Operazione San Pietro : 監督ルチオ・フルチ、1967年 - 撮影監督
- 『紅ばらがひらく夜』 Il diario segreto di una minorenne : 監督オスカール・ブラッツィ、1968年 - 撮影監督
- 『ガリレオ』 Galileo : 監督リリアーナ・カヴァーニ、1968年 - 撮影監督
- 『女性上位時代』 La matriarca : 監督パスクァーレ・フェスタ・カンパニーレ、1968年 - 撮影監督
- 『恋人泥棒』 Ruba al prossimo tuo : 監督フランチェスコ・マゼッリ、1969年 - 撮影監督
- 『もちろん当然そして…たぶん』 Certo, certissimo, anzi... probabile : 監督マルチェロ・フォンダート、1969年 - 撮影監督

### 1970年代
- 『砂丘』 Zabriskie Point : 監督ミケランジェロ・アントニオーニ、1970年 - 撮影監督
- 『ラ・モルタデッラ』 La mortadella, 英語題 Lady Liberty（別題 The Sausage） : 監督マリオ・モニチェリ、1971年 - 撮影監督
- 『結婚宣言』 La moglie del prete : 監督ディーノ・リージ、1971年 - 撮影監督
- 『ガラスの旅』 Un posto ideale per uccidere : 監督ウンベルト・レンツィ、1971年 - 撮影監督
- 『トロイアの女』 Le troiane, 英語題 The Trojan Women : 監督マイケル・カコヤニス、1971年 - 撮影監督
- 『白と赤と…』 Bianco, rosso e... : 監督アルベルト・ラットゥアーダ、1972年 - 撮影監督
- 『パオリーナの大部分』 Buona parte di Paolina : 監督ネッロ・ロッサーティ、1973年 - 撮影監督
- 『それは私だった』 Sono stato io! : 監督アルベルト・ラットゥアーダ、1973年 - 撮影監督
- 『激情の日々』 Il giorno del furore, 英語題 Days of Fury : 監督アントニオ・カレンダ、1973年 - 撮影監督
- 『セッソ・マット』 Sessomatto : 監督ディーノ・リージ、1973年 - 撮影監督
- 『愛の嵐』 Il portiere di notte : 監督リリアーナ・カヴァーニ、1974年 - 撮影監督
- 『ムスリムの尼僧フラヴィア』 Flavia, la monaca musulmana : 監督ジャンフランコ・ミンゴッツィ、1974年 - 撮影監督
- 『ユッピ・ドゥー』 Yuppi du : 監督・主演アドリアーノ・チェレンターノ、1975年 - 撮影監督
- 『ママっ子雄猫』 Il gatto mammone : 監督ナンド・チチェロ、1975年 - 撮影監督
- 『道化師に注意』 Attenti al buffone : 監督アルベルト・ベヴィラックァ、1975年 - 撮影監督
- 『田舎の罪人たち』 Peccatori di provincia : 監督ティツィアーノ・ロンゴ、1976年 - 撮影監督
- 『悪い考え』 Cattivi pensieri : 監督ウーゴ・トニャッツィ、1976年 - 撮影監督
- 『わが庭に咲く花ミミ・ブルエッテ』 Mimì Bluette... fiore del mio giardino : 監督カルロ・ディ・パルマ、1977年 - 撮影監督
- 『コルレオーネから来た男』 L'uomo di Corleone : 監督ドゥイリオ・コレッティ、1977年 - 撮影監督
- 『雌猫は豚脂を好む』 Tanto va la gatta al lardo... : 監督マルコ・アレアンドリ、1978年 - 撮影監督
- 『笑いと諧謔』 Ridendo e scherzando : 監督マルコ・アレアンドリ、1978年 - 撮影監督
- 『愚者ジェッポ』 Geppo il folle : 監督・主演アドリアーノ・チェレンターノ、1978年 - 撮影監督
- 『ヴェネツィアの暗黒』 Nero veneziano : 監督ウーゴ・リベラトーレ、1978年 - 撮影監督
- 『ブルジョア的悲劇』 Un dramma borghese : 監督フロレンターノ・ヴァンチーニ、1979年 - 撮影監督
- 『裸に着物を着せる』 Vestire gli ignudi : 監督ルイジ・フィリッポ・ダミーコ、テレビ映画、1979年 - 撮影監督
- 『ヴェルヴェットの手』 Mani di velluto : 監督カステラーノ＝ピポロ、1979年 - 撮影監督

### 1980年代
- 『警告』 L'avvertimento : 監督ダミアーノ・ダミアーニ、1980年 - 撮影監督
- 『出口だパニックになるな』 Exit... nur keine Panik : 監督フランツ・ノヴォトニー、1980年 - 撮影監督
- 『飼い慣れされた意地』 Il bisbetico domato : 監督カステラーノ＝ピポロ、1980年 - 撮影監督
- 『語ることなき物語』 Storia senza parole : 監督ビアージョ・プロイエッティ、1981年 - 撮影監督
- 『私の妻は魔女である』 Mia moglie è una strega : 監督カステラーノ＝ピポロ、1981年 - 撮影監督
- 『雑踏 民衆の情熱』 La baraonda - Passioni popolari : 監督フロレンターノ・ヴァンチーニ、1981年 - 撮影監督
- San-Antonio ne pense qu'à ça : 監督ジョエル・セリア、1981年 - 撮影監督
- 『完璧な人などいない』 Nessuno è perfetto : 監督パスクァーレ・フェスタ・カンパニーレ、1981年 - 撮影監督
- 『雌豚雌牛』 Porca vacca : 監督パスクァーレ・フェスタ・カンパニーレ、1982年 - 撮影監督
- Più bello di così si muore : 監督パスクァーレ・フェスタ・カンパニーレ、1982年 - 撮影監督
- 『トリエステから来た女』 La ragazza di Trieste : 監督パスクァーレ・フェスタ・カンパニーレ、1982年 - 撮影監督
- 『類猿人ビンゴ・ボンゴ』 Bingo Bongo : 監督パスクァーレ・フェスタ・カンパニーレ、1982年 - 撮影監督
- 『巧みな手』 Il petomane : 監督パスクァーレ・フェスタ・カンパニーレ、1983年 - 撮影監督
- 『誰が私を助けるか』 Chi mi aiuta...? : 監督ヴァレリオ・ツェッカ、1983年 - 撮影監督
- 『リオの愛欲カーニバル』 Sole nudo : 監督トニーノ・チェルヴィ、1984年 - 撮影監督
- Joan Lui - Ma un giorno nel paese arrivo io di lunedì : 監督・主演アドリアーノ・チェレンターノ、1985年 - 撮影監督・視覚効果
- 『無愛想な人』 Il burbero : 監督カステラーノ＝ピポロ、1987年 - 撮影監督
- 『ビッグ・ファイター』 Renegade, un osso troppo duro : 監督エンツォ・バルボーニ（「E・B・クラッチャー」名義）、1987年 - 撮影監督
- 『夢の終着駅』 Treno di panna : 監督アンドレア・デ・カルロ、1988年 - 撮影監督
- Se lo scopre Gargiulo : 監督エルヴィーオ・ポルタ、1988年 - 撮影監督
- 『動物園』 Zoo : 監督クリスティーナ・コメンチーニ、1989年 - 撮影監督
- 『天国からの逃走』 Fuga dal paradiso : 監督エットーレ・パスクッリ、1989年 - 撮影監督

### 1990年代
- 『サイレント・ラブ』 La bocca : 監督マーラ・ブロンツォーニ / ルカ・ベルドーネ、1990年 - 撮影監督
- Le gorille: Le Gorille chez les Mandinguez (#1.13) : 監督ドニス・ガルニエ＝ドフェール、テレビ映画、1990年 - 撮影監督
- 『蒼空での反射』 Riflessi in un cielo scuro : 監督サルヴァトーレ・マイラ、1991年 - 撮影監督
- 『天国での一歩』 Un piede in paradiso : 監督エンツォ・バルボーニ、1991年 - 撮影監督
- 『狂った下着』 Mutande pazze : 監督ロベルト・ダゴスティーノ、1992年 - 撮影監督
- 『愛のめぐりあい』 Al di là delle nuvole : 監督ミケランジェロ・アントニオーニ / ヴィム・ヴェンダース、1995年 - 撮影監督（アントニオーニ篇）
- 『ある魔女の死』 Morte di una strega : 監督チンツィア・TH・トッリーニ、テレビ映画、1995年 - 撮影監督
- 『女なき男たち』 Uomini senza donne : 監督アンジェロ・ロンゴーニ、1996年 - 撮影監督
- Un nero per casa : 監督ジジ・プロイエッティ、テレビ映画、1998年 - 撮影監督
- 『スキュラとカリュブディスの間に』 Tra Scilla e Cariddi : 監督デメトリオ・カジーレ、1998年 - 撮影監督
- 『白い服の女』 Donne in bianco : 監督トニーノ・プルチ、1998年 - 撮影監督
- Pepe Carvalho: Il centravanti è stato assassinato verso sera : 監督フランコ・ジラルディ、テレビ映画、1999年 - 撮影監督

### 2000年代
- 『フランチェスカとヌンツィアータ』 Francesca e Nunziata : 監督リナ・ウェルトミューラー、テレビ映画、2001年 - 撮影監督
- Apri gli occhi e... sogna : 監督ロザリオ・エッリーコ、2002年 - 撮影監督
- 『リプリーズ・ゲーム』 Il gioco di Ripley, 英語題 Ripley's Game : 監督リリアーナ・カヴァーニ、2002年 - 撮影監督
- Keller - Teenage Wasteland : 監督エヴァ・ウルタレール、2005年 - 撮影監督

## 関連事項
- イタリア式コメディ

| - カスティリオンチェッロ （it:Castiglioncello） - フェッルッチオ・チェリオ （en:Ferruccio Cerio） - マルチェッロ・パリエーロ （en:Marcello Pagliero） - ジョルジオ・シモネッリ （it:Giorgio Simonelli） - アントン・ジュリオ・マヤーノ （en:Anton Giulio Majano） - セルジオ・グリエーコ （en:Sergio Grieco） - ダヴィド・ディ・ドナテッロ賞 （en:David di Donatello Awards） - マリオ・モントゥオーリ （Mario Montuori ） - ヴィットリオ・コッタファーヴィ （en:Vittorio Cottafavi） - ルイジ・フィリッポ・ダミーコ （en:Luigi Filippo D'Amico） - ジョルジオ・ビアンキ （it:Giorgio Bianchi） - ベルナール・ロラン （fr:Bernard Roland） - ヴィットリオ・カプリオーリ （it:Vittorio Caprioli） - ジャンニ・プッチーニ （en:Gianni Puccini） - ジャンフランコ・デ・ボジーオ （it:Gianfranco De Bosio） - マルチェッロ・ジャンニーニ （it:Marcello Giannini） - ミーノ・グェッリーニ （it:Mino Guerrini） - アルフォンソ・バルカザール （en:Alfonso Balcázar） - ジョルジオ・カヴェドン （de:Giorgio Cavedon） - モラルド・ロッシ （en:Moraldo Rossi） - ジュゼッペ・コリッツィ （en:Giuseppe Colizzi） - オスカール・ブラッツィ （it:Oscar Brazzi） - ネッロ・ロッサーティ （it:Nello Rossati） | - アントニオ・カレンダ （it:Antonio Calenda） - ジャンフランコ・ミンゴッツィ （it:Gianfranco Mingozzi） - ナンド・チチェロ （it:Nando Cicero） - アルベルト・ベヴィラックァ （en:Alberto Bevilacqua） - ドゥイリオ・コレッティ （en:Duilio Coletti） - マルコ・アレアンドリ （it:Marco Aleandri） - ウーゴ・リベラトーレ （it:Ugo Liberatore） - フロレンターノ・ヴァンチーニ （en:Florestano Vancini） - フランツ・ノヴォトニー （de:Franz Novotny） - ビアージョ・プロイエッティ （it:Biagio Proietti） - ジョエル・セリア （fr:Joël Séria） - エンツォ・バルボーニ （en:Enzo Barboni） - アンドレア・デ・カルロ （en:Andrea De Carlo） - エルヴィーオ・ポルタ （fr:Elvio Porta） - クリスティーナ・コメンチーニ （en:Cristina Comencini） - エットーレ・パスクッリ （it:Ettore Pasculli） - ドニス・ガルニエ＝ドフェール （fr:Denys Granier-Deferre） - サルヴァトーレ・マイラ （it:Salvatore Maira） - ロベルト・ダゴスティーノ （it:Roberto D'Agostino） - チンツィア・TH・トッリーニ （it:Cinzia TH Torrini） - アンジェロ・ロンゴーニ (映画監督) （it:Angelo Longoni (regista)） - トニーノ・プルチ （it:Tonino Pulci） - フランコ・ジラルディ （it:Franco Giraldi） |

## 註
1. ↑  “Addio ad Alfio Contini, direttore della fotografia per Risi, Antonioni, Cavani, Fulci, Celentano” (イタリア語). spettacolo.eu. (2020年3月23日) 2020年3月25日閲覧。
2. 1 2 3 4 5 6 7 8  Alfio Contini, インターネット・ムービー・データベース （英語）, 2011年2月7日閲覧。
3. ↑  Alfio Contini, allmovie （英語）, 2011年2月7日閲覧。
4. ↑  アルフィオ・コンティーニ、キネマ旬報映画データベース、2011年2月7日閲覧。
5. ↑  アルフィオ・コンチーニ] - allcinema ONLINE, 2011年2月7日閲覧。
6. ↑  Mario Montuori - IMDb（英語）, 2011年2月7日閲覧。